# 単核貪食細胞系
免疫学において、細網結合組織の中で食細胞を構成する免疫系の機構であり、単核貪食細胞系 (たんかくどんしょくさいぼうけい、Mononuclear phagocyte system:MPS) と呼ばれる。日本では、今でもこのシステムを「細網内皮系」 (網内系) と呼ぶことがある。各血球はそれぞれの機能を果たし老廃した血球などは、主にリンパ節や脾臓などに蓄積している単球やマクロファージといった食細胞の食作用(貪食)によって破壊される。肝臓のクッパー細胞や組織球は、MPSの一部である。
「細網内皮系」は単核食細胞系の古い用語であるが、ほとんどの血管内皮の内皮細胞はマクロファージではないと理解されている為、現在ではその用語はあまり使用されなくなっている。
単核貪食細胞系の用語もまた、広範囲にわたる細胞を混用して考えようとするやや時代遅れの概念であり、注意して使用する必要がある。

## 細胞の種類とその部位
脾臓は単核食細胞系の最大の細胞系である。単球は骨髄で形成され、血液によって運搬される。それは組織に移動し、組織球またはマクロファージに変化する。
マクロファージは、結合組織と肝臓(クッパー細胞)、脾臓とリンパ節(リンパ洞にある組織球)、肺(肺胞マクロファージ)及び中枢神経系（小膠細胞）に散在している。血中単球の半減期は約1日であるが、組織マクロファージの寿命は数か月または数年にわたる。単核食細胞系は、体液性免疫と細胞性免疫の両者の免疫機能を部分的に担っている。単核食細胞系は、マイコバクテリウム、真菌、細菌、原生動物及びウイルスなどの微生物に対する防御に重要な役割を果たしている。マクロファージは、老化した赤血球、白血球及び巨核球を食作用と消化によって除去している。
| 細胞名                                           | 部位             |
| 脂肪組織マクロファージ                           | 脂肪組織         |
| 単球                                             | 骨髄/血液        |
| クッパー細胞                                     | 肝臓             |
| 組織球                                           | リンパ節の嚢下洞 |
| 肺胞マクロファージ(dust cell)                    | 肺の肺胞         |
| 組織マクロファージ(組織球)による異物巨細胞の形成 | 結合組織         |
| ランゲルハンス細胞                               | 皮膚と粘膜       |
| 小膠細胞                                         | 中枢神経系       |
| ホフバウアー細胞                                 | 胎盤             |
| 糸球体内メサンギウム細胞                         | 腎臓             |
| 類上皮細胞                                       | 肉芽腫           |
| 赤脾髄マクロファージ (静脈の毛細血管中の細胞)    | 脾臓の赤脾髄     |
| 腹腔マクロファージ                               | 腹腔             |

## 機能
- 新しい赤血球(RBCs)と白血球(WBCs)の形成
- 老化した赤血球(RBC)の破壊
- 血漿タンパク質の形成
- 胆汁色素の形成
- 鉄分の貯蔵。肝臓では、クッパー細胞は赤血球の分解によるヘム鉄の生合成により過剰な鉄分を貯蔵する。骨髄と脾臓では、鉄は主にフェリチンとしてMPS細胞内に貯蔵される。鉄分が過剰な状態においては、鉄分のほとんどがヘモジデリンとして貯蔵される。
- ヘパリナーゼによるヘパリンの分解

## 造血
単核食細胞系の様々な細胞型は、CFU-GEMM(顆粒球・赤芽球・単球・巨核球の前駆細胞)からの骨髄球系統の全部分を形成している。 